# Крал на Албания

## Княз на Албания
- Вилхелм фон Вид (1914)

## Крал на Албания
- Ахмед Зогу (1928-1939)
- Виктор Емануил III (1939-1943)
- Ахмед Зогу (1943-1946)